# Лев Катанский (календарь)
Лев Ката́нский (также Катальщик, Катыш, Корнелий катальщик) — день в народном календаре у славян, приходящийся на 20 февраля (5 марта). Название происходит от имени святого Льва Катанского. В этот день старались скатиться со снежной горки.

## Обряды и поверья
Пекли печенье-кокурки: круглые колобки на коровьем масле.
В некоторых сёлах в этот день просили, а иногда украдкой брали из кузницы горящие угли и относили их в поле. Там высыпали их на краю поля и просили благоприятного года для хлеба и всего урожая.
Согласно народному преданию, в этот день нельзя глядеть на падающие звёзды с неба: «Худая примета заляжет на душу того, кто завидит падающую звезду — она предвещает худое». Ещё говорят: кто в этот день заболеет, будет болеть долго, тяжело, а потом может умереть. Под мышки больному клали по ломтю хлеба. Считалось, что если хлеб к утру засохнет — больной умрёт.

## Поговорки и приметы
- На Льва Катанского нельзя глядеть на падающие звёзды[1].
- Если в этот день тает, то долго не растает[7].
- Кто дальше скатится, тот счастье своё продлит[3].
- Кто в этот день заболеет — умрёт[5].